# Johann II. (Bayern)
Johann II. von Bayern (* um 1341; † zwischen 14. Juni und 1. Juli 1397) war seit 1375 Herzog von Bayern. Er war der jüngste Sohn Herzog Stephans II. und Elisabeths von Sizilien. Johann begründete das Herzogtum Bayern-München.

## Leben

### Regierungsbeginn
Trotz der Wittelsbacher Gebietsverluste unter Stephan II. war die finanzielle Ausgangslage für die bayerischen Herzöge günstig: Bayern hatte für die Abtretung Tirols (1369) und Brandenburgs (1373) die enorme Summe von ungefähr einer halben Million Gulden in bar und in Schuldverschreibungen erhalten, wovon der größte Teil auf Stephan II. entfallen war, der 1375 auch ein in sich geschlossenes Gebiet vererben konnte. In der Folge konnte nun auch eine Anzahl von ehemaligen Besitzungen der Grafen von Abensberg, Ortenburg, Hals und Schauenburg, des Hochstifts Regensburg, der Herren von Laaber und der Landgrafen von Leuchtenberg vor allem in Niederbayern und im Nordgau, die noch den Landeszusammenhang unterbrachen, von den Herzögen erworben werden. 
Von 1375 bis 1392 regierte Johann gemeinsam mit seinen Brüdern Stephan III. und Friedrich, bis zu dessen Tod 1379 auch mit seinem etwa gleichaltrigen Onkel Otto. Er war zusammen mit Stephan für den oberbayerischen Teil des Herzogtums verantwortlich, während Friedrich und zunächst auch Otto Niederbayern verwalteten. Die vier Herzöge hatten sich mit der  Landesteilung von 1376 darauf geeinigt, dass zunächst Oberbayern von Stephan und Johann und Niederbayern von Friedrich und Otto verwaltet wurde. Damit keine der beiden Parteien benachteiligt wurde, sollten die Regierungsgebiete im Zweijahresturnus wechseln. Diese ungewöhnliche Regelung wurde jedoch nicht verwirklicht. Als Ausgleich zahlte Friedrich stattdessen seinen in Oberbayern residierenden Brüdern jährlich 4000 Gulden.
Johann unterstützte zwar seine Brüder in einigen ihrer Waffengänge, so auch im Städtekrieg, war aber von anderem Naturell. Im Gegensatz zu Stephan und Friedrich war Johann von einem ruhigen, besonnenen Temperament. Johanns Leben war vor allem von seiner Frömmigkeit und seiner Liebe zur Jagd gekennzeichnet. Später sollte Johann jedoch seine Passivität schließlich endgültig aufgeben, als er erkennen musste, dass es notwendig wurde, das künftige Erbe seiner Söhne Ernst und Wilhelm gegenüber seinen Brüdern zu verteidigen.
1385 kam es zu einem Aufstand der Bürgerschaft Münchens gegen Johann und Friedrich, der jedoch rasch niedergeschlagen wurde. In der Folge gewann die strategisch günstig am damaligen Stadtrand gelegene Neuveste an Bedeutung, der Ursprungsbau der Münchner Residenz. 
1385 erbte Johann II. mit seiner Gattin Katharina, einer Tochter Meinhards VI. von Görz ein Drittel der Grafschaft Görz um den Hauptort Lienz, das er besetzen ließ, was einen Konflikt mit den Habsburgern verursachte. Er setzte dort 1388 den bayerischen Jägermeister Hans Kummersprucker als Landeshauptmann ein, verwaltet das Gebiet aber ab 1390 schließlich von Bayern aus. Im Juli 1392 verkaufte Johann dann den Anspruch auf Görz doch noch an den Habsburger Albrecht III., nachdem die Italienpolitik seines Bruders Stephan gerade einen Dämpfer erlitten hatte. 
Johann versuchte bereits 1384 und 1387 eine vollständige Landesteilung zu erwirken, war jedoch am Widerstand seiner beiden Brüder und der oberbayerischen Landstände gescheitert und hatte 1384 in Aichach und 1390 in München versprechen müssen, die gemeinsame Regierungsführung fortzusetzen.

### Herzog von Bayern-München

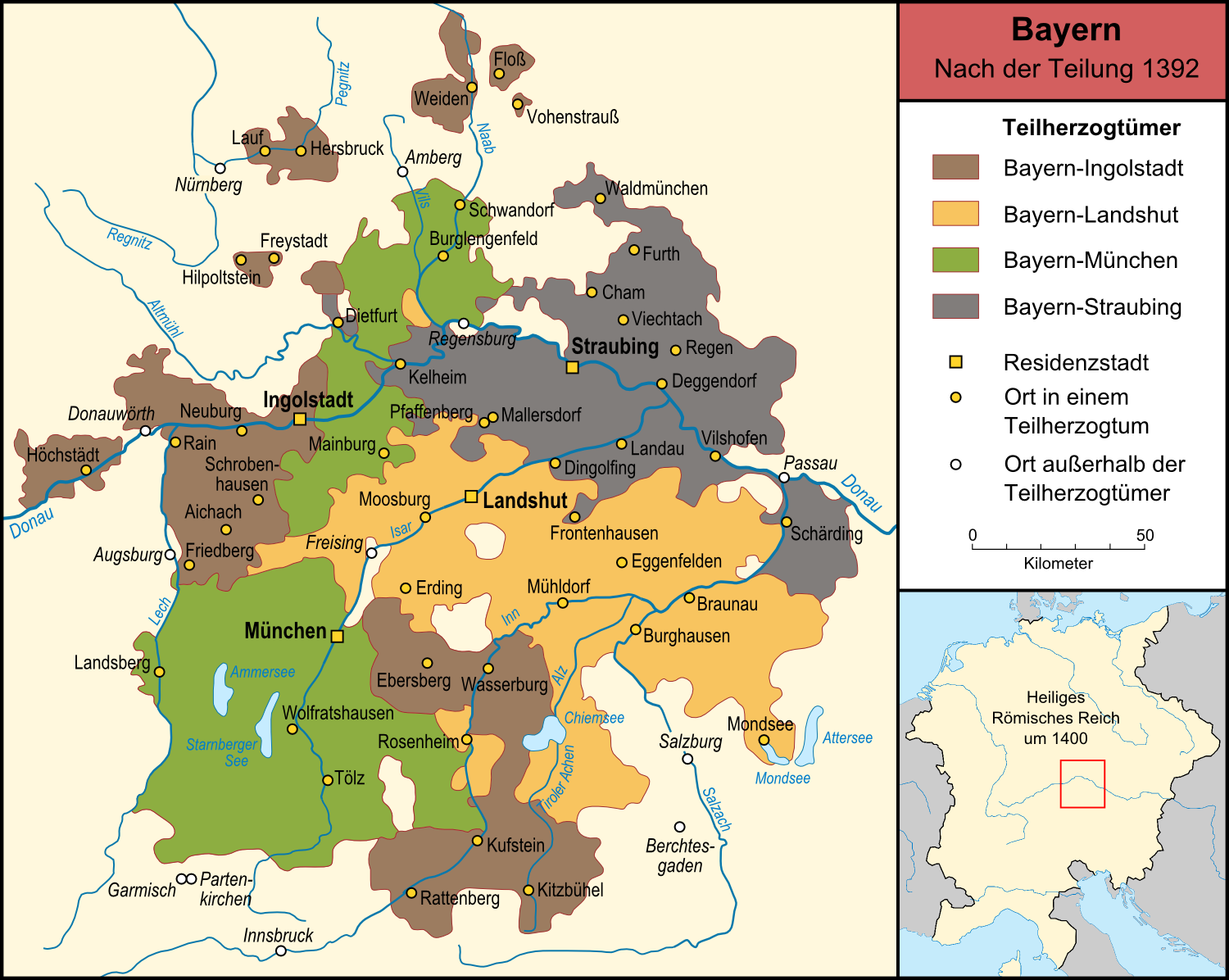
Die vier bayerischen Teilherzogtümer nach der Landesteilung von 1392

Nach weiteren Streitigkeiten zwischen den Brüdern wurde das Herzogtum im November 1392 dreigeteilt: Johann erhielt Bayern-München, Friedrich Bayern-Landshut und Stephan III. Bayern-Ingolstadt. Daneben bestand als viertes Herzogtum bereits Bayern-Straubing. Treibende Kraft hinter der Teilung war Johann, der nicht mehr bereit war, für die kostspielige Hofhaltung seines Bruders Stephan III. und die Italienpolitik Stephans und Friedrichs, die beide mit Töchtern des Mailänder Stadtherrn Bernabò Visconti vermählt waren, mit aufzukommen. Mit Hilfe seines Sohnes Ernst hatte Johann die Stadt München und einen Teil der Landstände auf seine Seite ziehen können, die wohl einen Krieg zwischen den Brüdern befürchteten, und so hatte er schließlich Erfolg. 1396 sollte Ernst dann ebenfalls eine Visconti Prinzessin ehelichen. 
Durch die Teilung entstanden allerdings neue Spannungen zwischen Johann und Stephan, der sich bald nicht mehr mit Ingolstadt begnügen wollte.  Stephan III. hatte bei der Landesteilung verstreute Gebiete Oberbayerns und des Nordgaus erhalten, die er von Ingolstadt aus regierte. Er fühlte sich bei der Aufteilung übervorteilt und so kam es 1394/95 im Ersten Bayerischen Hauskrieg zu kriegerischen Auseinandersetzungen zwischen ihm und Herzog Johann. Stephans Sohn Ludwig VII. überfiel an Heiligabend 1394 Freising, dessen Bischof Berthold von Wehingen Kanzler der österreichischen Herzöge war, bedrohte Pfaffenhofen und plünderte am Dreikönigstag Neustadt an der Donau im Münchner Herzogtum. Im Gegenzug wandten sich Johann und seine Söhne gegen Aichach und Friedberg und brannten die Burg in Markt Schwaben nieder. Nach dem Ende der Feindseligkeiten vereinbarten die Herzöge im September 1395, durch gemeinsame äußere Feinde geeint, Bayern-München und Bayern-Ingolstadt wieder gemeinsam zu verwalten. Von 1395 bis 1397 regierte Johann II. dann mit Stephan III., erst Johanns Söhne Ernst und Wilhelm III. konnten später doch noch ihre Alleinregierung in Bayern-München gegen Stephan III. durchsetzen.
Johann starb zwischen dem 14. Juni und dem 1. Juli 1397 kurz nach Ausbruch der Münchner Unruhen und wurde in der Frauenkirche in München beigesetzt. 1447 wurde Bayern-Ingolstadt mit Bayern-Landshut vereinigt, Bayern-Landshut selbst fiel 1505 an Bayern-München. Die Bayerische Linie der Wittelsbacher bestand seither nur noch aus den Nachfahren Johanns.

## Nachkommen
Johann II. heiratete 1372 Katharina von Görz. Das Paar hatte zwei Söhne und eine Tochter:
- Ernst (1373–1438),
- Wilhelm (1375–1435) und
- Sophie (1376–1428), die Wenzel von Luxemburg heiratete.

Außerdem hatte Johann mit Anna Pirsser einen unehelichen Sohn:
- Johannes Grünwalder, Bischof von Freising.